# طيطنيات
طيطنيات أو فصيلة بتروماليدي (الاسم العلمي: Pteromalidae)، هي فصيلة حشرات زنبورية من رتبة غشائيات الأجنحة المخصورة، أغلبها طفيلي. تضم حوالي 3,450 نوعًا ضمن حوالي 640 جنسًا (العدد كان أكبر، ولكن العديد من الأنواع والأجناس قد ضُمت إلى فصائل أخرى في السنوات الأخيرة). إن التقسيمات العائلية على مستوى الفئة الفرعية مثيرة للجدل للغاية وغير مستقرة.